# Головачёв, Василий Васильевич
Васи́лий Васи́льевич Головачёв (род. 21 июня 1948, Жуковка, Брянская область) — советский и российский писатель-фантаст, сценарист, продюсер и художник. Творчество сочетает в себе такие направления как космическая фантастика, эзотерика, русский национал-патриотизм и русское неоязычество и фэнтези.
Начинал писательскую карьеру в редакции «Молодой гвардии» под руководством Владимира Щербакова, которая принадлежала к школе Ивана Ефремова. Член Союза писателей России и Украины с 1983 года.
Лауреат ряда литературных премий; «писатель-фантаст № 1 России». Произведения считаются бестселлерами и публикуются большими тиражами. Один из основных писателей, публикующихся в издательстве «Эксмо».

## Биография
Родился в рабочем посёлке Жуковка Брянской области. В 1972 году окончил Рязанский радиотехнический институт по специальности инженера-конструктора радиоэлектронной аппаратуры.
В 1972—1974 году проходил службу в армии в посёлке Пограничный Приморского края. С 1974 года жил в Днепропетровске (УССР), где работал в Украинском государственном проектно-конструкторском институте «Металлургавтоматика» в качестве инженера, руководителя группы, начальника конструкторского отдела.
Писать художественную прозу начал, ещё работая инженером.
В 1989 году ушёл из института и полностью посвятил себя писательской работе. Член КПСС. Мастер спорта по волейболу.
В первой половине 1990-х годов в рамках своего увлечения «русским боем» начал следить за спортивным движением «Радогора», созданным одним из неоязыческих лидеров Александром Беловым.
С 1997 года регулярно публикуется в издательстве «Эксмо».

## Творчество
Василий Головачёв — автор более 60 романов, более двух десятков повестей, более 60 рассказов. Романы «Смерш-2», «Перехватчик», «Бич времен», «Схрон», «Посланник», «Черный человек», «Человек боя», «Бой не вечен» и др. в течение нескольких лет регулярно были бестселлерами. Общий тираж книг — свыше 20 млн экземпляров. Почти все произведения Головачёва включены в серию издательства «Эксмо» «Шедевры отечественной фантастики».
В ранних произведениях описывался мир благополучного будущего, отличающийся глубокой проработкой с точки зрения теоретической физики и космогонии. Так, глубоко проработан научно-фантастический фон в романе «Реликт», по сюжету которого люди далёкого будущего сталкиваются с конструкторами — существами, создающими вселенные.
С 1990-х годов в произведениях автора космическая фантастика сочетается с эзотерикой, русским национал-патриотизмом и русским неоязычеством. Произведения эклектичны и не могут быть отнесены к определённому направлению. Головачёв смешивает историческую тематику с научной фантастикой и фэнтези. В его сюжетах славяне или «арии» героически сражаются с пришельцами и мировым злом разного рода. По словам писателя, его книги на 90 % отражают реальность. Большинство персонажей — серьёзные, готовые к бою мужчины, тогда как женщины встречаются только эпизодически. Тема боя раскрыта намного больше, чем тема любви.
Писатель отмечал, что увлекается эзотерической литературой и использует её в качестве основы для своих произведений. Эзотерические понятия, такие как эфир, астрал, чакра, эгрегор, тонкая материя, медитации, читаются в его произведениях чаще, чем имена языческих богов и неоязыческая триада Явь-Навь-Правь. Проводится эзотерическая идея воспитания или выращивания «нового человека», или «новой расы», которая призвана прийти на смену современному человечеству. В интервью журналистам писатель говорил о «продвинутых людях XXI века» и утверждал, что в своих героях изобразил «ядро зарождающегося человечества», «новый вид Homo». Он называет их «хранителями» или «посвящёнными».
С первой половины 1990-х годов, когда писатель увлёкся боевым искусством, его любимым героем стал мастер боевых искусств, который обладает паранормальными способностями и в одиночку противостоит инфернальным
силам из параллельной реальности.
Вначале Головачёв писал о борьбе со Вселенским Злом в эпоху Калиюга, и борцами за справедливость могли быть в том числе американские военные. Однако затем образ положительного героя в произведениях писателя обрёл национальное лицо, и носителями Добра стали исключительно славянские воины и волхвы. Поворот произошёл в 1991—1993 годах в условиях распада СССР и обстановке межэтнических конфликтов: писатель создал роман «Тень Люцеферова крыла» (1994; переиздан как «Вирус тьмы, или посланник», 1996) о борьбе славянских «Владык» против воинства Люцифера. В сюжете присутствовала Священная Книга («Книга Бездны», или «Влесова книга»), «свод магических формул и сведений, закодированных неизвестным способом», которая, однако, была связана с кровопролитными конфликтами и массовыми болезнями. Зло олицетворял альянс нацистов, чекистов и сотрудников ЦРУ. Автор писал о множественности цивилизаций и изобразил ислам как античеловеческий и антиинтеллектуальный фактор, который неизбежно ведёт к одичанию. Идеальный мир в романе представлен «Святой Русью», которая ассоциируется с древними славянскими богатырями и древнерусскими племенами дохристианской эпохи. Говорится боевых приёмах, которыми владел легендарный славянский богатырь Радогор. Комплекс боевых приёмов назван «Сечей Радогора», что отсылает к спортивному движению «Радогора» Белова.
В ряде произведений проводится идея, что Россия является оплотом светлых сил, где в настоящее время решается судьба мира: «великая возрождающаяся Русь оставалась последним оплотом божественной духовности на Земле. В русском языке и культуре все еще хранились смысловые ключи Гиперборейской Культуры Глубинного Покоя» («Ведич», 2007). Светлые силы представлены «возрождающимся славянским язычеством», наделённым разветвлёнными силовыми и образовательными структурами, действующими параллельно с государственными, тогда как последние служат враждебным силам. Волхвы представлены бывшими сотрудниками спецназа ГРУ и органов безопасности. Язычество переплетено с эзотерическими представлениями. Фоном для описываемых событий служат идея Арктической прародины и воспоминания о предках-гиперборейцах, 11 тысяч лет назад пришли с Крайнего Севера, заселяя просторы современной России. Допотопную Гиперборею автор изображает в качестве империи, святыня которой, могила Спасительницы, «хранительницы славянского Рода», помещается в Архангельской губернии («Ведич», 2007).
Положительными героями романа «Ведич» являются «витязи Рода», в прошлом бывшие бойцами спецназа и работниками военной контрразведки, владеющие славянскими боевыми искусствами. Они имеют связь с «языческой» общиной «Родолюбие», носят языческие имена и борются «за Русь, за Род, за мир без зла». Проводится идея, что стране необходим вождь. События «Ведича» разворачиваются вокруг фигуры отрока Сергия с языческим именем Световид, который готовится волхвами на роль «Объединителя и Светителя Русского Рода», а враги стремятся его убить. Головачёв изображает на страницах романа и самого себя в качестве популярного писателя-фантаста, «защитника истинной истории славянского рода» и противника «лживых исторических концепций», которые ещё в XVIII веке были навязаны России «иноземными учёными». К таким «лживым концепциям» Головачёв относит норманскую теорию, противоречащую идее писателя о происхождении Руси напрямую от Гипербореи. В интервью 1998 года он назвал предков русских «арктами», которые обитали в Арктике, а затем стали прародителями многих народов. Историческую науку он рассматривает как служанку политики, в связи с чем заявляет, что изложенная им версия происхождения человечества не хуже любой другой, поскольку «так же недоказуема».
Руководство России и основные ведомства, включая органы безопасности, представлены в романе как находящиеся во власти чёрных магов («конунгов»), «служителей культа Сатаны». Агенты этих магов обладают большим влиянием и в православных храмах. В то же время автор противопоставляет положительно изображаемое им русское православие «библейскому христианству», представленной им как «зараза», подчинившее себе русское православие и навязавшее ему чуждые идеи, ритуалы, и «чужого бога». Эта вера, согласно писателю, противоречит индоевропейской и славянской культуре, а христианский Бог —— это божество социальной несправедливости. Православные священники показаны как слабые безвольные люди, не способные бороться с «мировым злом», поддерживающие связи с преступным миром и создающие препятствия «возрождению славянского язычества». «Оранжевые революции» отнесены к деятельности сатанинских сил.
В книге отражена конкуренция между различными неоязыческими организациями. Осуждаются «ингливеры» (отсылка к инглиистам), но поддерживается «Предиктор» (отсылка к концепции КОБР).
Стилистическими особенностями работ Головачёва является использование аббревиатур и «кодирование» информации при помощи «перевёртышей», перестановки слогов слова. В романе «Ведич» название издательства Эксмо трансформировано в МОЭКС. Храмы Братства Единой Свободы, которые по сюжету книги создают тёмные силы, имеют аббревиатуру БЕС, что указывает на их сатанинскую сущность, а полное название — на связь с масонством. Автор поясняет, что на службе у сатанинских сил стоят масонские ложи и христианская церковь. Русский «неомасон» вводится в состав руководящего органа тёмных сил и утверждается, что ритуалы этих сил требовали использования крови.
Ислам в романе тесно связан с преступностью. Автор пишет о вытеснении «коренного населения» из сферы коммерции, что, по его мнению, выгодно врагам России. Русский экстремизм автором рассматривает как «оборонительный национализм», «реакцию самого русского пространства на захват власти чуждыми этносу элементами, уничтожающими Род людской с помощью всех имеющихся средств» В числе главарей враждебных сил присутствуют таджик и грузин. Верховный жрец «конунгов» — американец, а в состав их международного сообщества вошёл австралийский абориген, которого автор наделил отталкивающей внешностью.
По сюжету романа «Не русские идут, или носители смерти» (2009) русским волхвам, объединённым в Русский Национальный Орден (РуНО), удаётся разрушить замыслы злых сил, стремящихся к захвату власти над миром. Как и в романе «Ведич», защиту русских осуществляет Союз славянских общин, ассоциируемый с Калугой, что отсылает к деятельности родноверческого объединения ССО СРВ. Русские витязи изображены исключительно с «льняными волосами», а их враги имеют чёрные волосы. Врагами русских волхвов и язычников прямо изображены евреи. Высшее управление злых сил именуется «Кнессет Галактики», а одна из их тайных организаций — Синедрион. Руководители «чёрных сил» носят имена, смысл которых понятен при чтении справа налево, что также отсылает к национальности врагов, поскольку справа налево текст пишется в иврите. Присутствуют вражеский жрец Тивел (Левит) и властитель мира Арот (Тора). Полное имя первого — «И кус Тупак Тедуб Меев Хампасту Иезад Нечел Тивел» (первые пять слов справа налево: «пастухам всем будет капут суки»). Полное имя второго — Арот Сенечел Си-Он. Один из членов «Кнессета Галактики» зовется Адуи Сенечел Ди-Ж («жид Иуда»). Остальные слова в имени последнего и именах Тивела и Арота указывают, что они «нелюди» («нечел», «се нечел»). Имя одного из опаснейших врагов — Отто Мандель. Синедрион связан с Союзом тайных орденов, что отсылает к масонам. В конце произведения в борьбу с русскими витязями вступают иллюминаты.
Правозащитники в романе названы ненавистниками России. Врагами изображаются бывшие страны соцлагеря и ряд бывших советских республик. Согласно автору в совершении «оранжевых революций» виноваты «бандформирования», которые выполняют волю «чёрных сил». Китайцы названы «саранчой мира», которая стремится захватывать чужие земли. Утверждается, что «жёлтая раса» жаждет вытеснить «белую». К сюжетам, присущим ксенофобскому дискурсу, относится идея, что враждебные силы желают разработать для России программу падения рождаемости и увеличения смертности в России. В романе русские витязи берут борьбу за «естественную динамику российского суперэтноса» на себя. Враги («чёрные силы») формируют искаженную систему ценностей, стремятся к навязыванию инородных идеологических установок, культурных отношений, образ жизни, в том числе «пагубное увлечение молодежи Интернетом». Согласно роману, в России происходит активный процесс замещения коренного населения чужеродными народами, а гастарбайтеры отнимают работу у местных. Русские витязи желают, чтобы все народности жили в России свободно, но «при условии отсутствия у них криминально-властных амбиций», которые могут быть у некоторых из них.
Роман содержит мотив Гипербореи на затонувшем материке Арктиде. Автор пишет, что её жители обладали невероятными познаниями и соперничали с Атлантидой. Упоминается о поисках следов Гипербореи на Кольском полуострове, которые проводили Александр Барченко и Валерий Демин. Автор критикует «ортодоксальных учёных», которые связывают эту идею с лженаукой. В центре сюжета помещена борьба за наследие Гипербореи, дающее власть над всем миром. Тивел, стремясь стать властелином мира, желает запустить «Водоворот Оси Мира», созданный гиперборейцами, но не может достать от него ключ, за который ведётся масштабная борьба.
Головачёв известен также как художник. Два своих произведения иллюстрировал сам. Изобразительные работы Головачёва были использованы издательством «Флокс» (Нижний Новгород). В 1992—1994 годах принимал участие в художественных выставках в Днепропетровске и Москве.

## Восприятие и оценки
В 2008 году имя писателя внесено в Российскую книгу рекордов (Гиннеса) в качестве автора 40 оригинальных произведений, которые были изданы тиражом почти в 20 млн экземпляров.
В 2009 году по книге Головачёва «Смерш-2» снят фильм «Запрещённая реальность».
Фантаст и литературный критик Андрей Валентинов (Шмалько) писал, что произведения Василия Головачёва принадлежат к жанру остросюжетного боевика.
Историк В. А. Шнирельман отмечает, что в произведениях Головачёва развита тематика национальной идеи и связанные с ней стереотипы. Добро и Зло в работах автора являются предельно конкретными и национальными. Язычество представлено в современной форме, в которой верования и боги переплетены с эзотерическими идеями. Произведения отражают связь русского неоязычества с силовыми ведомствами и клубами боевых искусств.
По мнению Шнирельмана, указания на ритуальное использование тёмными силами крови в романе «Ведич» содержит отсылку к «жидомасонскому заговору», поскольку в неоязыческом учении христианская церковь считается тайным орудием иудеев. Согласно Шнирельману, роман передаёт современную ксенофобскую риторику и содержит очевидные расистские
коннотации. Другие национальности представлены как абсолютное зло, которому автором противопоставлены «чистокровные» русские витязи и волхвы. Ряд отрицательных персонажей подобны остаткам «отживших своё» рас прошлых эпох, идея которых распространена в эзотерических учениях вслед за учением Елены Блаватской. В романе «Не русские идут, или носители смерти» расовая идея и антисемитские отсылки выражены ещё отчетливее. Содержатся более явные отсылки к «жидомасонскому заговору».

## Награды
- 1969. Газета «Студенческий меридиан». За первый рассказ.
- 1977. Журнал «Техника — молодёжи». Диплом за участие в международном конкурсе «Мир завтрашнего дня» на лучший фантастический рисунок.
- 1992. Приз «Золотой змей» за роман «Чёрный человек»
- 1992. Награда издательства «Змей Горыныч»
- 1994. Издательство «Армада». Премия за лучший роман года («Посланник»).
- 1994. Журнал «Мы». Премия за лучший роман года («Смерш-2»).
- 1997. Фанкон (Одесса). Приз читательских симпатий.
- 1999. Международный фестиваль фантастики «Звёздный мост-1999»:
  - Специальная премия «Философский камень» от Харьковского института чудаков за выдающиеся заслуги перед Её Величеством Фантастикой.
  - Чёрный пояс 2-го дана (II место) в номинации «Мастер Фэн-До» (боевые искусства в фантастике) за эпизод из романа «Человек боя».
- 2000. «Звёздный мост-2000». Специальная премия Университета внутренних дел МВД Украины за лучшие произведения в жанре фантастического детектива.
- 2000. МВД Украины (Харьков). Приз за лучший роман года, воспитывающий молодёжь в духе патриотизма.
- 2002. Фонд РФ «Третье тысячелетие». «Золотой шлем», приз за вклад в литературу.
- 2003. Премия оргкомитета международного фестиваля фантастики «Звёздный мост-2003» «За вечную молодость».
- 2003. Международная литературная конференция по вопросам фантастики «Роскон» и издательство «Эксмо». Приз «Фантаст года».
- 2003. Киевкон. «Камень Стоунхенджа» — за вклад в фантастику
- 2003. Кавалер Ордена Рыцарей Фантастики.
- 2004. Приз международного конвента «Аэлита».
- 2004. «Звёздный мост-2004». «Золотой кадуцей» — премия «За глобальность научно-фантастических идей в литературе последних лет».
- 2004. Издательства «Эксмо». Почётный диплом за глобальный вклад в российскую фантастику в связи с 35-летием творческой деятельности.
- 2004. Издательская фирма «Экс-принт». Второй приз в конкурсе минирассказа.
- 2005. Российская Книга рекордов и достижений. Самый популярный фантаст современности (издано 40 оригинальных книг тиражом около 16,5 млн экз.) с вручением фигурки богини Ники, медали и диплома.
- 2005. Российский Союз космонавтов. Медаль «Фантаст № 1» за вклад в российскую фантастику.
- 2005. Премия имени Александра Фадеева с вручением медали и диплома в связи с 35-летием творческой деятельности.
- 2005. Медаль Суворова за вклад в российскую литературу.
- 2005. Юбилейная медаль «60 лет Победы в Великой Отечественной войне 1941—1945 гг.», как писателю, много сделавшему для возрождения России.
- 2006. Звезда из созвездия Близнецов названа именем «ВАСИЛИЙ ВАСИЛЬЕВИЧ ГОЛОВАЧЁВ».
- 2006. Международная литературная конференция по вопросам фантастики «Роскон». Диплом и приз «Большой Роскон» — как лучшему составителю сборников фантастики.
- 2006. Международная академия духовного единства народов мира (МАДЕНМ). Орден Союза ветеранов боевых действий как писателю, адекватно отразившему образы молодых героев современности.
- Премия «За вклад в развитие отечественной фантастики».

## Основная библиография
Хроники Реликта (входит в цикл УАСС)
- Реликт (в шести книгах)

1. Непредвиденные встречи (1979), повесть
2. Пришествие (1991), повесть
3. Возвращение блудного Конструктора (1991), роман
4. Дети Вечности (1991), роман
5. Контрразведка (1995), роман
6. Закон перемен (1995), роман

- Абсолютный игрок (1999), роман (в двух книгах, иногда называют 7-й и 8-й книгой «Реликта»)
- Мегаморф, или Возвращение Реликта (2009), роман

Чёрный человек (Предсказанное) (входит в цикл УАСС)
1. Чёрный человек (1993), роман
2. Чёрная сила (2003), роман
3. Чёрное время (2004), роман

Цикл о династии Ромашиных (входит в цикл УАСС)
В огне
1. Особый контроль (1989), роман
главный герой: Филипп Ромашин
2. Огнетушитель дьявола (2000), роман
главный герой: Кузьма Ромашин
3. По ту сторону огня (2006), роман
главные герои: Кузьма и Артём Ромашины

Не будите спящих джиннов
1. Спящий джинн (1987), повесть
главный герой: Игнат Ромашин
2. Кладбище джиннов (2000), повесть
главный герой: Артём Ромашин
3. Война с джиннами (2002), роман (включает повесть «Дезактивация джинна» (2001))
главный герой: Артём Ромашин
4. Возвращение джинна (2005), роман
главный герой: Артём Ромашин
5. Последний джинн (2008), роман
главный герой: Игнат Ромашин-младший
6. Джинн из прошлого (2011), роман
главный герой: Игнат Ромашин-младший

Смутное время (входит в цикл УАСС)
1. Бич времён (1995), роман
2. Схрон (1996), роман
3. Палач времён (2001), роман

Олег Северцев
- Одиссея Северцева (2011), сборник:

1. Ухо, горло, глаз (2001), рассказ
2. Подземная птица (2006), рассказ
3. Край света (2000), рассказ (главный герой — Дмитрий Храбров)
4. Смотритель пирамид (2001), рассказ
5. Чужой маяк (2011), повесть (второй главный герой — Дмитрий Храбров)

- Не берите в руки меч (2004), повесть в новеллах (второй главный герой — Дмитрий Храбров):

1. Два меча (2002), рассказ
2. Мечи мира (2004), рассказ
3. Песнь мечей (2004), рассказ

- ВВГ (2002), роман

Регулюм
- Невыключенный (1998), рассказ

1. Регулюм (1999), роман (основан на рассказе «Невыключенный»)
2. Пропуск в будущее (2008), роман

Артём Бойцов
- Неперемещённый (1999), рассказ

1. Возвращение настоящего (2014), роман (основан на рассказе «Неперемещённый»)
2. Десант в прошлое (2015), роман

КонтрразведкаFuture
1. Посторонним вход воспрещён (2007), роман
2. Нечеловеческий фактор (2013), роман
3. Человеческий фактор (2016), роман
4. Войд (2017), роман

Технозона
- Приключения Дениса Молодцова (повесть в новеллах):

1. Ошибка в расчетах (2003), рассказ
2. Запасный выход (2004), рассказ
3. Десант на Плутон (2004), рассказ
4. Соло на оборванной струне (2005), рассказ
5. Узнай свою судьбу (2013), рассказ
6. Солнце мертвых (2013), рассказ

- На струне (2018), роман
- Под струной (2018), роман

Спасатели Веера Миров
1. Посланник (1994), роман
2. Избавитель (2002), роман

Евангелие от зверя
1. Логово зверя (1998), роман
2. Исход зверя (2002), роман
3. Укрощение зверя (2006), роман

Запрещённая реальность
1. Одиночка (2001), роман

1. Смерш-2 (1993), роман
2. Перехватчик (1995), роман
3. Разборки третьего уровня (1996), роман
4. Излом зла (1997), роман
5. Истребитель закона (1997), роман
6. Смерч (2005), роман
7. Возвращение Стопкрима (2015), роман
8. Запрещенная реальность: перезагрузка (2016), роман

Катарсис
1. Человек боя (1998), роман
2. Поле боя (1998), роман
3. Бой не вечен (1999), роман
4. Гарантирую жизнь (2000), роман
5. Ведич (2007), роман

Экстазис
1. Беспощадный, или Искатели смерти (2003), роман
2. Не русские идут, или Носители смерти (2009), роман

Никого над нами
Вселенная Ивана Гордеева
- Никого над нами (2007), рассказ
- Зелёные нечеловечки (2008), рассказ
- Помню (2008), рассказ
- Сюрприз для пастуха (2011), повесть
- Гости непрошенные (2012), рассказ
- Застава (2013), роман
- Триэн (2014), роман, состоящий из ранее написанных произведений (кроме «Зелёные нечеловечки»):
  - Пролог. Появление «Триэн» (рассказ «Никого над нами»)
  - Книга первая. Сюрприз для пастуха (одноимённая повесть)
    - Глава 1. Гости непрошеные (одноимённый рассказ)
    - Глава 2. Помню (одноимённый рассказ)
    - Глава 3. Что было
    - Глава 4. Что будет

  - Книга вторая. Застава (одноимённый роман)
    - Глава 1. Извлечение из прошлого
    - Глава 2. Настоящее. Третья сила
    - Глава 3. Поход в будущее
    - Глава 4. Оздоровительные процедуры

Вселенная Романа Волкова
1. Укрой меня от замыслов коварных (2010), роман
2. Делирий (2010), роман
3. Возвращайтесь живыми! (2011), роман
4. Шанс на независимость (2011), роман

Браконьеры
1. Браконьеры (2012), роман
2. Рецидив (2012), роман

Числовселенная
1. Вне себя (2012), роман
2. Бес предела (2013), роман
3. Век воли не видать (2014), роман

Война HAARP
1. Война HAARP (2014), роман
2. Война HAARP-2 (2015), роман
3. Война послезавтра (2016), роман

Атлантарктида
1. Атлантарктида (2016), роман
2. Дикий дикий Норд (2017), роман
3. Из глубины (2018), роман

Криптозой
- Ликвор (2007), рассказ

1. Савва и ангелы (2015), роман (основан на рассказе «Ликвор»)
2. Криптозой (2001), роман

Небывалое неизбежно;
1. Небывалое неизбежно (2017), роман
2. Невозможное неумолимо (2018), роман

Отдельные произведения, относящиеся к условному циклу УАСС
- Дерево (1976), рассказ
- Цунами (Катастрофа) (1979), рассказ
- Мера вещей (1981), рассказ
- Отклонение к совершенству (1982), повесть
- Хроновыверт (1985), повесть
- Фуор (1988), рассказ
- Консервный нож (1991), повесть
- Магацитлы (Аэлита-2) (2003), роман
- Не ждите ответа (2008), рассказ
- Подача навылет (2008), рассказ

Романы вне серий
- Корректировщик (1996)
- Ко времени моих слёз (2004)
- Пришельцы против пришельцев (2016) (основан на рассказах «Вторая сторона медали» и «Молёбский челлендж»)
- Конец света (2017) (основан на рассказе «Приговорённые к свету» («Заминированный»))
- Отстрел негодяев (2017)
- Другой дороги нет (2017)
- Космопроходцы (2019) (основан на рассказе «Тёмная засада»)

Повести вне серий
- Чужие (1989)
- Пираньи (1989)
- Заповедник смерти (1991)
- Утечка информации (1995)
- День монстра (1997)

Рассказы вне серий
- Эволюция (1975)
- Сидоров и время (1976)
- Беглец (1978)
- Операция «Терпение» (1979)
- Двое в пустыне (1979)
- Камертон (Стихия) (1982)
- Волейбол-3000 (1983)
- Покупка (1989)
- Хроники выхода (1999)
- Мальчишка из 22-го (1999)
- Приговорённые к свету (Заминированный) (1999)
- Ultima ratio (1999)
- Переворот (Подарок судьбы) (2001)
- Я вас предупреждал (2004)
- Глюк (2005)
- Кто следующий? (2005)
- Вторая сторона медали (2006)
- Свой-чужой (2008)
- Сердце грозы (2008)
- Ангел-хранитель (2008)
- Марсианский корабль (2008)
- Не верю! (2010)
- Новый уровень (2014)
- Соблазн неизведанного (2015)
- Молёбский челлендж (2016)
- Рыжий (2017)
- Тёмная засада (2018)

Эзотерика
- Кто мы? Зачем мы? (2000), эссе